# 緬甸前線
緬甸前線（英語：Frontier Myanmar）是總部位於缅甸仰光的新闻和商业杂志，該雜誌出版語言有兩種，分別為緬甸語和英語，此外還有與雜誌同名的英文及缅甸语网站。缅甸前线報道的內容以緬甸的当地的政治和商业信息為主。
緬甸前線是由缅甸时报的创始人之一、前緬甸軍事安全事務辦公室官员的儿子Sonny Swe創辦于2015年7月。緬甸前線是自2012年登盛政府废除缅甸审查制度以来，首批在缅甸开办的由私人资助的英文新闻刊物之一，它与Mizzima是缅甸仅有的两家英文新闻周刊之一。